# Leroy Barnes
Leroy Nicholas "Nicky" Barnes (15 oktober 1933 – 18 juni 2012) was een Amerikaans drugsdealer en onderwereldbaas. 
Hij leidde de beruchte Afrikaans-Amerikaanse criminele organisatie The Council (De Raad), die de heroïnehandel in Harlem, New York van 1972 tot 1983 in handen had. 
Barnes werd in 1978 veroordeeld voor meerdere RICO-misdrijven, waaronder drugshandel en moord. Hij werd tot levenslang veroordeeld zonder de mogelijkheid tot voorwaardelijke invrijheidstelling. In de gevangenis besloot hij echter te getuigen tegen The Council. In ruil voor zijn getuigenis werd Barnes in augustus 1998 opgenomen in het getuigenbeschermingsprogramma van de FBI.
In 2007 gaf Barnes het boek Mr. Untouchable uit, dat hij schreef met Tom Folsom. Ook kwam er een gelijknamige dvd uit over zijn leven.
Eveneens in 2007 kwam de film American Gangster uit, waarin Barnes wordt gespeeld door Cuba Gooding jr..